# Pithecellobium diversifolium
Pithecellobium diversifolium är en ärtväxtart som beskrevs av George Bentham. Pithecellobium diversifolium ingår i släktet Pithecellobium och familjen ärtväxter. IUCN kategoriserar arten globalt som livskraftig.

## Underarter
Arten delas in i följande underarter:
- P. d. diversifolium
- P. d. microphyllum